# تيسون تومسون
تيسون تومسون (بالإنجليزية: Tyson Thompson)‏ هو لاعب كرة قدم أمريكية أمريكي، ولد في 21 مايو 1981 في إيرفينغ في الولايات المتحدة.

## وصلات خارجية
- تيسون تومسون على موقع مرجع كرة القدم المحترفة.كوم (الإنجليزية)